# Alena Ambrová
Alena Ambrová (24. prosince 1955 Brno – 20. prosince 2010 Brno) byla česká herečka.

## Život
Narodila se v Brně 24. prosince 1955. Jejím otcem byl kameraman a režisér dabingu České televize Miroslav Ambro a manželem antropolog Vladimír Šedivý.
V roce 1974 absolvovala balet a experimentální oddělení Státní konzervatoře v Brně. Poté studovala v Praze DAMU (1974–1977), studia ale nedokončila. Od roku 1973 ještě jako studentka začala vystupovat v Divadle na provázku (později Husa na provázku) a v letech 1977–2010 byla jeho kmenovou členkou.
Na desítkách inscenací se díky svým pohybovým zkušenostem podílela na pohybové spolupráci a na choreografii. Je autorkou nebo spoluautorkou několika divadelních her.
Zemřela na rakovinu ve Fakultní nemocnici Brno[zdroj?] 20. prosince 2010 krátce před svými 55. narozeninami.

## Dílo
Autorka nebo spoluautorka několika divadelních her:
- Pas de deux
- Koncertino
- Staré ženy aneb Tacet (spoluautorka)
- Dáma s kaméliemi (spoluautorka)

## Filmografie
- 1980 Commedia del arte (divadelní záznam)
- 1981 Svatba (divadelní záznam)
- 1983 Faunovo velmi pozdní odpoledne
- 1987 Ticho v soudní síni (TV film)
- 1990 Koncert V... (divadelní záznam)
- 1990 Keď hviezdy boli červené
- 1992 Dědictví aneb Kurvahošigutntag
- 2001 Divoké včely
- 2004 Kníže Myškin je idiot (divadelní záznam)
- 2005 Hrubeš a Mareš jsou kamarádi do deště
- 2007 Baletky (divadelní záznam)
- 2008 Černá sanitka (seriál)
- 2009 Vetřelci a lovci: Zrozen bez porodu (TV film)
- 2009 Proměny
- 2009 Hrubeš a Mareš Reloaded